# Henryk Kowalski (1911–1982)
Henryk Kowalski (ur. 2 lipca 1911 w Suwałkach, zm. 24 stycznia 1982 w Providence, Rhode Island USA) – polski skrzypek pochodzenia żydowskiego (nie należy mylić ze skrzypkiem Henrykiem Kowalskim, synem Leona, który jest jego bratem stryjecznym).

## Życiorys
Gry na skrzypcach uczył się od czwartego roku życia u swojego ojca Abrama Kowalskiego, pełniącego funkcję kapelmistrza w orkiestrze pułkowej. Już w wieku 7 lat dawał recitale w wielu miastach Polski i był powszechnie uznany za cudowne dziecko. W wieku 10 lat wystąpił jako solista z orkiestrą Filharmonii Narodowej w Warszawie, wykonując koncert N. Paganiniego. Rok później otrzymał pierwszą nagrodę na konkursie młodych skrzypków w Warszawie. Miał pięcioro rodzeństwa, również uzdolnionego muzycznie. Jego rodzice oraz trzy siostry i brat zostali zamordowani przez Niemców podczas likwidacji getta w Brześciu nad Bugiem w 1942.  Przeżyła tylko jedna siostra, Halina Kowalska, wybitna polska wiolonczelistka.
Henryk Kowalski studiował w Konserwatorium Warszawskim u profesora Józefa Jarzębskiego – ucznia Leopolda Auera. Naukę kontynuował w Paryżu u legendarnego skrzypka Jacques’a Thibaud. Do wybuchu II wojny światowej był znanym solistą, szczególnie z występów w Polskim Radiu, gdzie dawał koncerty transmitowane na żywo do USA. Uprawiał też muzykę rozrywkową i komponował popularne piosenki.
Po wybuchu wojny (w czasie podróży do rodziny w Brześciu) został schwytany przez Niemców i osadzony w obozie w Węgrowie. Udało mu się zbiec i przedostać do Brześcia, który był już w tym czasie pod okupacją radziecką. Tam spotkał rosyjskiego skrzypka Mirona Polakina, od którego otrzymał list polecający go, jako wybitnie utalentowanego artystę. Na tej podstawie został przyjęty do konserwatorium w Moskwie, gdzie kontynuował studia u Abrama Iljicza Jampolskiego.
W 1941 r. podczas występów z grupą polskich artystów we Lwowie dostał się pod okupację niemiecką i w 1942 r. został ponownie aresztowany. W więzieniu Gestapo był torturowany i skazany na śmierć. Podczas transportu na miejsce straceń, wspólnie z innym więźniem zaatakował konwojenta i uciekł. Po dłuższej tułaczce znalazł schronienie u chłopów w pobliżu Drohobycza. Tam spędził 20 miesięcy, ukrywając się za dnia w schronie wykopanym pod chlewem. Później przyłączył się do oddziału partyzantów rosyjskich.
Po wyzwoleniu spod okupacji niemieckiej przedostał się do Wiednia, gdzie rozpoczął karierę solistyczną. Austriacka prasa okrzyknęła go mianem wielkiego polskiego skrzypka. Był uwielbiany nie tylko za wirtuozerię, ale również za zdolność do wykonania dwóch koncertów skrzypcowych podczas jednego występu. Koncertował głównie z Wielką Orkiestrą Radia Wiedeńskiego pod dyrekcją Karla Ettiego. Przed powrotem do Polski odbył wielkie tournée po Czechosłowacji, gdzie porównywano go do najwybitniejszych skrzypków epoki.
Gdy znalazł się w kraju, został przywitany serdecznymi artykułami w prasie polskiej. Pracował w Polskim Radiu i dużo koncertował w różnych miastach Polski. 19 stycznia 1955 r. na wniosek Ministra Kultury i Sztuki został odznaczony Medalem 10-lecia Polski Ludowej. W 1956 r. został wysłany do ZSRR w ramach wymiany kulturalnej. W zamian do Polski przyjechał Dawid Ojstrach. W ZSRR miał również znakomite recenzje. Występował z różnymi orkiestrami oraz z polskim pianistą prof. Karolem Procnerem.
W 1957 r. wraz z żoną i synkiem wyemigrował do Izraela, gdzie został profesorem skrzypiec w Haifa Music School, a jednocześnie koncertował nadal w Izraelu i Europie. W prasie izraelskiej ukazały się bardzo pochlebne recenzje z jego występów. Znany wiedeński krytyk muzyczny dr Unger napisał o nim wtedy: Dziś mamy rzadką sposobność usłyszeć jednego z wielkich – przez Boga obdarzonych – żydowskich skrzypków, którzy  wyrastają, jak grzyby po deszczu, ze wschodniej Europy – niezwykłego, niewyczerpanego źródła żydowskich talentów. Mamy Henryka Kowalskiego, jedną  z ostatnich pereł wśród wielkich skrzypków.
W latach 1962–1963 Henryk Kowalski przeniósł się z rodziną do Holandii. Tam pracował w Radio Union Orchestra w Hilversum, by następnie powrócić do Izraela. Jednak dramatyczne wydarzenia związane z toczonymi przez Izrael wojnami, skłoniły go do emigracji. W kwietniu 1971 r. osiedlił się w Providence RI w USA i objął posadę profesora skrzypiec na Wydziale Muzycznym Brown University. Obywatelstwo amerykańskie otrzymał wraz z całą rodziną w 200. rocznicę powstania Stanów Zjednoczonych, 15 lipca 1976 r. W USA był uznanym artystą i pedagogiem. 6 lutego 1978 r. został zaproszony wraz z żoną przez prezydenta Jimmy'ego Cartera i panią Rosalynn Carter do Białego Domu, w gronie wyróżnionych Amerykanów polskiego pochodzenia, z którymi prezydent Carter chciał się podzielić swoimi wrażeniami z podróży do Polski. Henryk Kowalski zmarł nagle z powodu krwotoku w górnym odcinku przewodu pokarmowego, w wieku 70 lat, 24 stycznia 1982.